# Bjergby Sogn (Morsø Kommune)
 For alternative betydninger, se Bjergby Sogn. (Se også artikler, som begynder med Bjergby Sogn)
Bjergby Sogn er et sogn i Morsø Provsti (Aalborg Stift).
Bjergby Sogn var siden Reformationen anneks til Alsted Sogn, men i 1885 blev det anneks til Flade Sogn. Alle 3 sogne hørte til Morsø Nørre Herred i Thisted Amt. Sognekommunen fulgte den gamle annektering og hed stadig Alsted-Bjergby. Den blev ved kommunalreformen i 1970 indlemmet i Morsø Kommune.
I Bjergby Sogn ligger Bjergby Kirke.
I sognet findes følgende autoriserede stednavne:
- Bjergby (bebyggelse, ejerlav)
- Gullerup (bebyggelse, ejerlav)
- Hanklit (areal)
- Nordborg (bebyggelse)
- Tinghøj (areal)